# Marco Aurelio Silva Businhani
Marco Aurelio Silva Businhani (8 februari 1972) is een voormalig Braziliaans voetballer.

## Carrière
Marco speelde in 1995 voor Shimizu S-Pulse.

## Statistieken
| Japan   | Japan           | Japan       | League | League | Emperor's Cup | Emperor's Cup | Totaal | Totaal |
| Seizoen | Club            | League      | Wed.   | Goals  | Wed.          | Goals         | Wed.   | Goals  |
| ------- | --------------- | ----------- | ------ | ------ | ------------- | ------------- | ------ | ------ |
| 1995    | Shimizu S-Pulse | J. League 1 | 14     | 9      | 1             | 0             | 15     | 9      |
| Totaal  | Totaal          | Totaal      | 14     | 9      | 1             | 0             | 15     | 9      |